# Estàtua de Bassetki
L'estàtua de Bassetki és un artefacte arqueològic que data del període de l'imperi accadi que va prosperar a la Mesopotàmia entre els anys 2350–2100 aC. i que fou trobat en la dècada de 1960 prop del poble de Bassetki a la província de Duhok, al nord de l'Iraq. L'escultura, fosa de pur coure, pesa al voltant de 150 kg i mostra una figura humana nua i asseguda sobre un pedestal rodó. Solament la part inferior de la figura ha arribat a nosaltres. El pedestal conté una inscripció en llengua accadi indicant que l'estàtua alguna vegada va estar emplaçada en l'entrada d'un palau del rei accadi Naram-Sin. L'estàtua va ser robada del Museu Nacional de l'Iraq durant la invasió de l'Iraq de 2003 però temps després va ser trobada i tornada al museu.

## Descobriment, furt i recuperació
L'estàtua de Bassetki va ser descoberta en la dècada de 1960 durant els treballs de construcció d'una ruta entre Duhok, l'Iraq i Zakho prop del poble de Bassetki a la província de Duhok, al nord de l'Iraq L'estàtua va ser un dels molts artefactes que van ser saquejats del Museu de l'Iraq durant la invasió de l'Iraq de 2003. Durant el furt, va caure al pis diverses vegades, fet establert per un rastre de esquerdes trobades en el pis del museu. Se la va posar en el núm. dos de la llista de les més buscades de les trenta antiguitats extretes del museu. La seva recuperació va arribar després que el Cos de la Policia Militar estatunidenc escorcollés una casa i arrestés tres persones a l'octubre de 2003. Aquestes persones van revelar la ubicació de l'estàtua de Bassetki, que va resultar estar coberta d'una capa de greix per a eixos i amagada en un pou cec. Seguidament va ser rescatada i exhibida en el Museu de l'Iraq l'11 de novembre d'aquest mateix any, al costat d'altres 800 petits objectes que també havien estat sostrets.

## Descripció
L'estàtua consisteix en una figura masculina nua, asseguda, en una base rodona. La part superior del cos i el seu cap no es conserven. Va ser fosa en coure pur usant el mètode de cera perduda. La base de l'estàtua té un diàmetre de 67 cm i 25 cm d'altura. La part de la figura mateixa preservada és de 18 cm d'altura. El pes de l'estàtua és de 150 kg. D'acord amb diversos acadèmics, l'estàtua sobresurt per la seva representació naturalista del cos humà.> Aquest naturalisme va ser un nou desenvolupament característic del període accadi. L'estàtua de Bassetki conté una inscripció cuneïforme en llengua accadi. La inscripció tracta sobre el governant accadi Naram-Sin (2254–2218 a. C.), net i tercer successor de Sargon d'Accad, fundador de l'imperi. Relata que, després que Naram-Sin aixafarà una important revolta en contra seva, els habitants de la ciutat de Accad li van demanar als déus que fessin a Naram-Sin déu de la seva ciutat, i que van construir un temple per a ell enmig de la mateixa ciutat.